# Carlos María Alsina
Carlos Alsina (San Miguel de Tucumán, 12 de septiembre de 1958) es dramaturgo, actor, director y docente teatral argentino. 

## Biografía
Inició su carrera teatral en 1975, como actor, y desde entonces desarrolló una intensa actividad en su país y en el extranjero (Italia, Suiza, Brasil, Alemania, Cuba, Perú y España)
Ha escrito, hasta 2022, 65 obras teatrales de las cuales se estrenaron 57, hasta el año 2024.
Entre ellas: "Contrapunto" (1982),"Un brindis bajo el reloj", junto a Gustavo Geirola (1982), "Limpieza" (1984),"Entretrenes" (1986),"Ana" (1986), "Ay D.I.U! (Epoppeya Genética Pre-natal)" (1987), "Ají Picante (Prohibido enojarse)! (1987), "El Arca... ¿É o Noé?" (1988),"Hansel y Gretel", versión teatral (1988),"En la posada de Peter Coffin" (1991), "Los músicos de Bremen", versión para niños (1992), "¿Dónde está Huckleberry Finn?" (1993), "Esperando el lunes" (1993), "Contando historias" (1994), "El Capitán y Moby Dick" (1994), "¡Ladran, Che!" (1994), "La ciudad y la flor" (1994), El pequeño rey caprichoso" (1996), "El Sueño Inmóvil" (1996), "Pero... ¿Qué historia es esta?" (1997), "Quisiera volar" (1977), "El Pasaje" (1998), "Alucinando" (1998), "La Guerra de la Basura" (1999), "Fervoroso Borges" (1999), "Los pedidos del Viejo Miseria" (2000), "Crónica de la errante e invencible Hormiga Argentina" (2004),"Desde el andamio" (2004), "Por las hendijas del viento (Pachamama, kusiya, kusiya...una historia nuestra)", 2005; "La conspiración de los verdaderos dioses" (2006), "Crónica de la errante e invencible Hormiga Argentina" (2004), "Desde el andamio" (2002); "Por las hendijas del viento (Pachamama, kusiya, kusiya... una historia nuestra)" (2005), "La conspiración de los verdaderos dioses" (2006), "Segunda Crónica de la Hormiga Argentina o con la soja al cuello" (2007), "Marx contraataca" (2009), "Shakespeare o el Océano del Deseo" (2009), "Ceguera de Luz" (2010), "Dakar Eslovenia Tucumán" (2011), "Acomodarse" (2013), "Allá" (2013), "Supelmelcado La Otla Patlia" (2014), "Chejoviando" (2015) "Artigas, el relámpago encerrado (Crónica de la Traición)" (2015), "La Revelación" (2016), "Una parada particular" (2017), "El discreto encanto de la compraventa" (2017), "De sueños, revelaciones y tres disparos" (2017), "Las manos del tiempo" (2018), "Viento" (2020), "Visita en tiempos de peste" (2021), "Una noche horizontal" (2022), "Rèquiem para noches claras (2023), "Vidas y Muertes de Maria Nadie" (2023), "Otro Mundo" (2024", "La saldud del General" (2024), entre otros textos.
Ha dirigido hasta el momento 101 montajes en la Argentina, Italia, Brasil y Suiza con títulos como El avaro (1985), Recordando con ira, de John Osborne (1985), Don Juan (1986), Tartufo (1988) de Molière, Pareja abierta" de Darío Fo y Franca Rame (1989), Aspirina para dos, de Woody Allen (1990), Aquí no paga nadie, de Darío Fo, (1990), Muerte accidental de un anarquista de Darío Fo, (1991), Ardiente paciencia, de Antonio Skármeta, Ópera del malandro, de Chico Buarque (1994), "La Fiaca" de Ricardo Talesnik (1998), "Los Blues" de Tennessee Williams (1998) "Misterio Buffo" de Dario Fo (1999), "El hombre, la bestia y la virtud", de Luigi Pirandello, Doña Flor y sus dos maridos (2001), "La Papisa" de Alfred Jarry (2002), "Pareja abierta" de Franca Rame y Dario Fo, "El cerco de Leningrado" de José Sanchis Sinisterra (2003), "Jardín de Otoño" de Diana Raznovich (2005), "Kamikazes del amor" de Mario Moretti (2005), "Las lágrimas amargas de Petra von Kant" de Rainer Fassbinder (2005), "Las criadas" de Jean Genet (2008), "El Saludador" de Roberto Cossa (2008), "Tute cabrero" de Roberto Cossa (2014), "La Nona" de Roberto Cossa (2018), "Terror y Miseria del IIIº Reich", (2019), etc.
Se han realizado tesis de doctorado sobre su teatro como las de: Almendrine Bollard, para La Sorbona VIII (París, 2001); Marcela Serli para la Universidad de Trieste (2004), Eduardo Pezzino para la Universidad de Arizona (2006), y Vito Elmo para La Universidad de Filosofía de Milán, (2017).
Ha publicado 19 libros con sus obras teatrales: Limpieza (Bs. As.Torres Agüero Editor-1988) Teatro I. Obras completas (Bs.As. Torres Agüero Editor-1996), El sueño inmóvil por el que obtuvo el Premio Casa de las Américas en 1996 editado en 1997 por Casa de las Américas, (Cuba); El pañuelo (Antología de Nueva Dramaturgia Argentina. Edición Instituto Movilizador de Fondos Cooperativos. Bs. As. 2002) Teatro de Carlos María Alsina (Colección El cauce y las vísperas, Facultad de Filosofía y Letras de la Universidad Nacional de Tucumán y S.A.D.E, Tucumán, 2001) Teatro para adolescentes, "El Capitán y Moby Dick", (Colección La Andariega, editorial Atuel. Bs. As. 2005), Hacia un teatro esencial (20 obras. Colección Autores Argentinos. Instituto Nacional del Teatro. 2006), "Por las hendijas del viento (Pachamama, kusiya, kusiya... una historia nuestra)", Antología. Argentores, (2007); Meta Teatro. 8 nuevas obras. 2007-2013 (Editorial Nueva Generación. Buenos Aires. 2013). "Limpieza", (Libros Tucumán, Tucumán, 2020), "La Guerra de la Basura", (Libros Tucumán, Tucumán, 2020), "El Sueño Inmóvil", (Libros Tucumán, Tucumán, 2020), "Por las hendijas de viento (Pachamama, kusiya, kusiya... una historia nuestra)", (Libros Tucumán, Tucumán, 2020). "Teatro para hacer con dos centavos. 20 obras nuevas" (Instituto Nacional del Teatro. 2020). "Un Teatro Urgente" (Libros Tucumàn, 2024).
En 2012 ha publicado la novela La Guerra del Niño Dios, editada por la Universidad Nacional de Tucumán.
En 2024 ha publicado la novela "Ciudad Espejo" editada por Libros Tucumàn.
Es autor del ensayo "Teatro, Ética y Política. Historia del Teatro Tucumano. El bussismo, complicidades, silencios y resistencia", editada por Argus-a Humanidades, Buenos Aires-Los Ángeles, 2013.
Es autor del ensayo "El método de las acciones físicas (teoría y práctica de una aproximación a la actuación en el último Stanislavski)" editado en italiano por Dino Audino Editor, Roma, 2015 y del ensayo "Acciones Fìsicas y Géneros Teatrales", editado por Dino Audino Editor (Roma. 2021).
Es autor del ensayo "De Stanislavski a Brecht (Teoría y práctica de procedimientos actorales de construcción teatral)" editado por Argus-a Humanidades, Buenos Aires-Los Ángeles, 2017
Ha obtenido por concurso nacional la Beca para investigación sobre “Puntos de contacto entre el teatro de Bertolt Brecht y el método de las acciones físicas de Stanislavki” otorgada por el Fondo Nacional de las Artes y realizada en el Berliner Ensamble (Berlín) en 1988 y ha realizado un trabajo de investigación sobre “El teatro de Darío Fo. La actualización de la Commedia dell’Arte” en Milán, Italia, 1990.
Ha guionado y codirigido la película "Por las hendijas del viento (Pachamama, kusiya, kusiya...una historia nuestra)" en 2008.
Ha ganado el Premio Teatro de Casa de las Américas, Cuba, en 1996, el Premio Nacional del Fondo Nacional de las Artes (Argentina) con "Limpieza" en 1987, el Premio "Julio Sánchez Gardel", en 1990, con "Esperando el lunes", el Premio "Leónidas Barletta" al mejor espectáculo por "El Sueño Inmóvil" (1988), el Premio "Revelación" por la película "Por las hendijas del viento" (2008) Festival Cine Saladillo, el Premio "María Guerrero" a la trayectoria (2012) 
En 2017 fue distinguido como "Personalidad de la cultura" en su ciudad natal, San Miguel de Tucumán, Argentina.
Fue didtinguido por Argentores con el Premio Federal "Hugo Saccoccia" (2022) por su trayectoria.
Fue jurado del Premio Literario Teatro 2005 en Casa de las Américas, Cuba.
Es docente de actuación y ha dictado innumerables seminarios y cursos en Argentina, Italia, Alemania, Suiza y Brasil. Su teatro cultiva diversos estilos teatrales pero hay una poética que lo identifica: la intención de ayudar a la construcción y defensa de una identidad cultural propia, alertando sobre la peor de las tragedias: la de las repeticiones.

Actualmente desarrolla su actividad en el Teatro Independiente “El Pulmón” de Tucumán alternando su actividad con frecuentes viajes a Europa a dirigir, enseñar y escribir.